# کاژیمیش پاژجور
کاژیمیش پاژجور (انگلیسی: Kazimierz Paździor؛ ۴ مارس ۱۹۳۵ – ۲۴ ژوئن ۲۰۱۰) بوکسور اهل لهستان بود.
وی در مسابقات کشوری و بین‌المللی در مجموع برندهٔ ۲ مدال طلا شده‌است.